# Shaamar
Shaamar (Mongol : Шаамар) est un sum (district) de la province de Selenge, au nord de la Mongolie. La principale ville de ce sum est Dulaankhaan.